# Albaniens herrlandslag i volleyboll
Albaniens herrlandslag i volleyboll representerar Albanien i volleyboll på herrsidan. Laget slutade på tionde plats i Europamästerskapet 1955.

### Fotnoter
1. ↑  Todor Krastev (11 mars 1955). ”Men European IV Championship 1955 Bucuresti (ROM) - 15-25.06 Winner Czechoslovakia” (på engelska). Sport Statistics. Arkiverad från originalet den 28 mars 2012. https://web.archive.org/web/20120328215225/http://todor66.com/volleyball/Europe/Men_1955.html. Läst 28 juni 2015.